# Hochei subacvatic
Hochei subacvatic este un sport nautic nou ce se desfășoară între două echipe, în piscină, în scufundare în apnee.

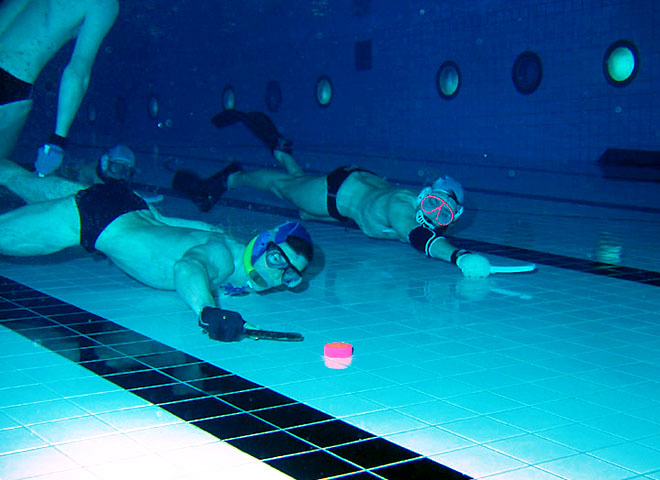
Hochei subacvatic

## Istoric
Hocheiul subacvatic a fost inventat în cadrul British Navy, apoi dezvoltat în anul 1954 de Alan Blake, membru al British Sub- Aqua Club din Portsmouth, Marea Britanie sub denumirea de Octopush, un an mai târziu având loc prima competiție între mai multe cluburi locale.

În anul 1980 se face o definitivare a regulilor jocului, apoi în anul 1984 este oficializat de către CMAS. Echipa era formată din 6 jucători și două rezerve.

În anul 1990 echipa este formată din 12 jucători (6 jucători, 4 înlocuitori și 2 rezerve). 

În Franța este practicat din anul 1967, iar în anul 1980 au loc primele campionate naționale.
În prezent, hocheiul subacvatic este practicat în 20 de țări și 150 de cluburi având mai mult de 1500 de practicanți, iar la competițiile oficiale participă un număr de 80 de cluburi la masculin și 30 la feminin.
În alte țări, cum ar fi cele din emisfera sudică, Noua Zeelandă, Australia, Africa de Sud, hocheiul subacvatic cunoaște o popularitate chiar mai mare.
Meciurile sunt arbitrate de doi arbitri din apă și unul sau mai mulți arbitri aflați pe marginea bazinului ce cronometrează durata jocului care este două reprize de 15 minute fiecare.
Spectatorii se află în tribune de unde urmărest jocul pe ecrane, imaginile fiind luate de camere video subacvatice.

## Echipament
Echipamentul jocului de hochei subacvatic se compune din echipament colectiv și echipament individual.

### Echipament colectiv

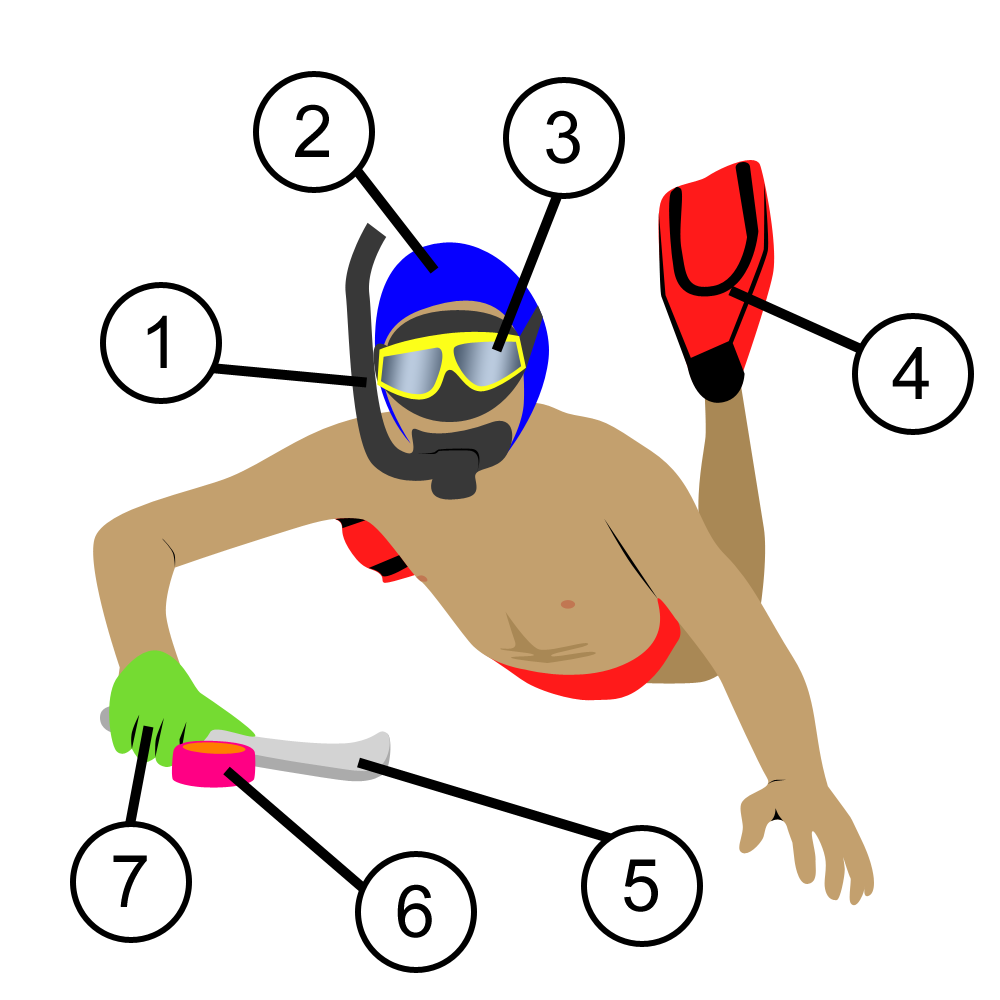
Echipament: 1-Tub de respirat;2-Cască;3-Vizor;4-Labe de înot;5-Crosă;6-Puc;7-Mănuşă

Echipamentul colectiv este format din:
- porți – sunt confecționate din aluminiu, fixate pe fundul piscinei și dimensiunea de 3m x 1,8m
- crosă – confecționată din material ușor (lemn sau plastic) pentru a pluti când este lăsată liberă, are culoare albă sau neagră și dimensiunea de 300mm x 120mm
- puc – fabricat din plumb și acoperit cu un strat protector; are dimensiunea de 80mm x 30mm și greutatea de 1,5 kg.

Hocheiul subacvatic se desfășoară în piscină având dimensiunile minime de 25m X 12m (300 m2 minim) și adâncimea de 2…4 m.

### Echipament individual
Echipament individual este alcătuit din echipamentul fiecărui jucător și anume:
- labe de înot – pot fi de lungime mare folosite de jucătorii fundași și de lungime mică folosite de jucătorii înaintași
- vizor (mască) și tub de respirat - sunt cele folosite în scufundarea în apnee
- cască – utilizată în jocul de polo pe apă
- mănuși – sunt de construcție specială acoperite cu straturi din latex pentru protecție

## Competiții
Hocheiul subacvatic este practicat la nivel de Campionat Național, Campionat European, precum și un Campionat Mondial.

### Campionat european
Campionatul european are loc o dată la doi ani, alternativ cu campionatul mondial.

Începând cu ediția din 2007, campionatul european se desfășoară sub egida jocurilor CMAS.
| Anul | Localitate/Țara          | Finala (Feminin)             | Finala (Masculin)     |
| ---- | ------------------------ | ---------------------------- | --------------------- |
| 1985 | Londra/Marea Britanie    | Marea Britanie-Olanda        | Marea Britanie-Olanda |
| 1987 | Roterdam/Olanda          | Marea Britanie-Franța        | Olanda-Marea Britanie |
| 1989 | /Franța                  | Marea Britanie-Franța        | Olanda-Marea Britanie |
| 1991 | Charleroi/Belgia         | Marea Britanie-Franța        | Olanda-Marea Britanie |
| 1993 | Sheffield/Marea Britanie | Franța-Marea Britanie        | Marea Britanie-Olanda |
| 1995 | Amersfoort/Olanda        | Franța-Marea Britanie        | Franța-Marea Britanie |
| 1997 | Reims/Franța             | Franța-Olanda                | Franța-Olanda         |
| 1999 | Kranj/Slovenia           | Olanda-Franța                | Olanda-Franța         |
| 2001 | Belgrad/Iugoslavia       | Olanda-Franța                | Olanda-Franța         |
| 2003 | San Marino/San Marino    | Olanda-Franța                | Franța-Olanda         |
| 2005 | Marsilia/Franța          | Franța-Marea Britanie        | Olanda-Franța         |
| 2007 | Bari/Italia              | Franța-Turcia                | Franța-Turcia         |
| 2008 | Istanbul/Turcia          | Marea Britanie-Spania        | Turcia-Marea Britanie |
| 2009 | Kranj/Slovenia           | Marea Britanie-Africa de Sud | Franța-Africa de Sud  |
| 2010 | Porto/Portugalia         |                              |                       |

### Campionat mondial
La fiecare doi ani are loc un campionat mondial ce se desfășoară în luna Aprilie sau Mai.
Echipele campioane mondiale la feminin și masculin
| Anul | Localitate/Țara            | Finala (Feminin)        | Finala (Masculin)        |
| ---- | -------------------------- | ----------------------- | ------------------------ |
| 1980 | Vancouver/Canada           |                         | Olanda-Marea Britanie    |
| 1982 | Brisbane/Australia         | Australia-Noua Zeelandă | Australia-Noua Zeelandă  |
| 1984 | Chicago/S.U.A.             | Australia-Noua Zeelandă | Australia-Olanda         |
| 1986 | Adelaide/Australia         | Australia-Noua Zeelandă | Canada-Australia         |
| 1988 | Amersfoort/Olanda          | Noua Zeelandă-S.U.A.    | Australia-Olanda         |
| 1990 | Montreal/Canada            | Australia-Noua Zeelandă | Australia-Marea Britanie |
| 1992 | Wellington/Noua Zeelandă   | Africa de Sud-Australia | Australia-Noua Zeelandă  |
| 1994 | Grand-Couronne/Franța      | Australia-Africa de Sud | Australia-Africa de Sud  |
| 1996 | Durban/Africa de Sud       | Africa de Sud-Australia | Australia-Africa de Sud  |
| 1998 | San Jose/S.U.A.            | Africa de Sud-Australia | Franța-Africa de Sud     |
| 2000 | Hobart/Tasmania            | Australia-Canada        | Australia-Franța         |
| 2002 | Calgary/Canada             | Australia-Canada        | Australia-Noua Zeelandă  |
| 2004 | Christchurch/Noua Zeelandă | Olanda-Noua Zeelandă    | Noua Zeelandă-Australia  |
| 2006 | Sheffield/Marea Britanie   | Australia-Canada        | Noua Zeelandă-Olanda     |
| 2008 | Durban/Africa de Sud       | Australia-Africa de Sud | Franța-Noua Zeelandă     |
| 2010 | Mecellin/Columbia          |                         |                          |

Campionatul Mondial din 1979 a fost proiectat inițial a avea loc la Londra pentru a sărbători 25 de ani de la apariția hocheiului subacvatic, cu participarea a numeroase echipe din Australia, Canada, Franța, Olanda, Noua Zeelandă, S.U.A., Africa de Sud Marea Britanie, precum și din Belgia, U.R.S.S., Germania, Polonia, Italia, Israel și Irlanda.

Datorită situației politice mondiale de atunci, echipei din Africa de Sud nu i s-a permis accesul în bazinul Crystal Palace din Londra, o altă locație nu a fost găsită, evenimentul fiind organizat anul următor în Canada.
Australia, Noua Zeelandă și Africa de Sud concurează separat într-o competiție proprie numită Cupa Națiunilor, aceste țări având și o asociație proprie de profil, World AquaChallenge Association (WAA).
De asemenea, există și un Campionat al Cluburilor de hochei subacvatic din Europa, a cărui ultimă ediție din anul 2009 a avut loc în Ungaria.

## Firme producătoare de echipament
- CanAm Underwater Hockey Gear en
- HockeySub[nefuncțională]
 fr
- Equalpuck